# Montiano
Montiano ist eine italienische Gemeinde (comune) mit 1686 Einwohnern (Stand 31. Dezember 2023) in der Provinz Forlì-Cesena in der Emilia-Romagna. Die Gemeinde liegt etwa 26 Kilometer südöstlich von Forlì und etwa acht Kilometer südöstlich von Cesena.

## Persönlichkeiten
- Davide Biondini (* 1983), Fußballspieler (Mittelfeld)